# LH 18
LH 18, o Cranio di Ngaloba, è il numero di repertorio del cranio fossilizzato di un ominide della specie Homo sapiens scoperta dal team di Mary Leakey nel 1976 nel sito archeologico di Laetoli in Tanzania.

## Descrizione
Questa scoperta retrodatò notevolmente la data di comparsa dei sapiens, modificando notevolmente le teorie evoluzionistiche. La capacità endocranica è di circa 1200 cm³, e la sua morfologia, pur presentando i caratteri dell'H. sapiens, ha tratti arcaici, come ad esempio il toro sopraorbitario prominente.